# Ulica Karola Łowińskiego w Krakowie
Ulica Karola Łowińskiego – ulica w Krakowie przebiegająca przez dzielnicę XVII Wzgórza Krzesławickie.
Swój bieg rozpoczyna na skrzyżowaniu z sygnalizacją świetlną z ul. Okulickiego. Prowadzi na wschód przez tereny przemysłowe. Krzyżuje się na węźle bezkolizyjnym z ul. Kocmyrzowską. Kończy się na skrzyżowaniu z ul. Mrozową.
Przy skrzyżowaniu z ul. Ujastek mieści się Zajezdnia MPK Nowa Huta.
Ulica nosi imię Karola Łowińskiego, profesora Akademii Górniczo-Hutniczej w Krakowie, inżyniera mechanika.